# Heinz Steinmann
Heinz Steinmann (ur. 1 lutego 1938 w Essen, zm. 21 marca 2023 w Achim) – niemiecki piłkarz grający na pozycji obrońcy, reprezentant kraju.

## Kariera piłkarska
Heinz Steinmann zwykle grał na prawej ofensywie, w późniejszych latach coraz bardziej na pozycji stopera. Przez lata był uosobieniem niezawodności.

### Schwarz-Weiß Essen
Heinz Steinmann karierę piłkarską rozpoczął w swoim rodzinnym mieście – Essen, w juniorach Wacker Steele. Następnie w latach 1951–1956 reprezentował barwy juniorów Schwarz-Weiß Essen, w którym w 1956 roku przeniósł się do seniorskiej drużyny klubu, w którym grał do 1963 roku. 12 grudnia 1959 roku w półfinale Pucharu Niemiec Schwarz-Weiß Essen 2:1 z Hamburgerem SV, dzięki czemu awansował do finału, w którym 27 grudnia 1959 roku na Auestadion w Kassel wygrali 5:2 z Borussią Neunkirchen, dzięki czemu klub mający w składzie oprócz Steinmanna zawodników, takich jak m.in.: Theo Klöckner, Hans Küppers, Horst Trimhold zdobył Puchar Niemiec. Jednak po tym sukcesie klub w sezonie 1959/1960 spadł z Oberligi zachodniej, jednak w sezonie 1960/1961 awansowali do Oberligi zachodniej.

### FC Saarbrücken
Następnie Steinmann został zawodnikiem FC Saarbrücken, który przystąpił do nowo utworzonej Bundesligi, której działacze załatwili Steinmannowi posadę w zarządzie kopalni w Saarbrücken. W sezonie 1963/1964 rozegrał 30 meczów ligowych, w których zdobył 1 gola oraz był lojalny wobec pokrycia, pokazał następnie oczekiwaną niezawodną grę we wszystkich meczach, ale często znajdował się na boisku bez niezbędnego wsparcia, w wyniku czego klub spadł z Bundesligi, a zawodnicy klubu: Volker Danner, Dieter Krafczyk, Erich Maas oraz Steinmann odeszli z klubu.

### Werder Brema
Następnym klubem w karierze Steinmann była Werder Brema, gdzie został sprowadzony przez trenera Williego Multhaupa, oraz w sezonie 1964/1965 Williego Multhaupa niespodziewanie zdobyła mistrzostwo Niemiec dzięki dużej zasłudze betonowej gry obrony klubu, którą tworzyli Horst-Dieter Höttges, Helmut Jagielski, Max Lorenz, Sepp Piontek oraz Helmut Jagielski, który stracił tylko 29 goli. W sezonie 1967/1968 zdobył wicemistrzostwo Niemiec pod wodzą trenera Fritza Langnera. 19 września 1970 roku rozegrał swój ostatni mecz w Bundeslidze w bezbramkowo zremisowanym meczu domowym z Herthą Berlin. Łącznie w Bundeslidze rozegrał 214 meczów, w których zdobył 5 goli.

## Kariera reprezentacyjna
Heinz Steinmann w 1962 roku zaczął był powoływany przez do reprezentacji RFN prowadzonej przez selekcjonera Seppa Herbergera na mecze towarzyskie (w tym 11 kwietnia 1962 roku na mecz z reprezentacją Urugwaju (3:0) w Hamburgu) oraz do 40-osobowego składu na mistrzostwa świata 1962 w Chile, na które ostatecznie nie został powołany. Ostatecznie w reprezentacji RFN zadebiutował 24 października 1962 roku na Neckarstadion w Stuttgarcie ze zremisowanym 2:2 meczu towarzyskim z reprezentacją Francji, w którym Steinmann w 43. minucie zastąpił Williego Schulza, a w 82. minucie zdobył swojego jedynego gola w reprezentacji RFN, ustalając tym samym wynik na 2:2. Ostatni mecz w reprezentacji RFN rozegrał 12 maja 1965 roku na Städtisches Stadion w Norymberdze w przegranym 0:1 meczu towarzyskim z reprezentacją Anglii, w którym Steinmann w 42. minucie zastąpił Maxa Lorenza. W 1965 roku był powoływany przez selekcjonera Helmuta Schöna na mecz towarzyski z reprezentacją Brazylii (0:2) na Maracanie w Rio de Janeiro oraz w 1966 roku do 40-osobowego składu na mistrzostwa świata 1966 w Anglii, na które ostatecznie nie został powołany. Łącznie w reprezentacji RFN w latach 1962–1965 rozegrał 3 mecze, w których zdobył 1 gola.

## Statystyki

### Reprezentacyjne
| Reprezentacja | Rok     | Mecze | Gole |
| ------------- | ------- | ----- | ---- |
| RFN           | 1962    | 1     | 0    |
| RFN           | 1965    | 2     | 0    |
| Łącznie       | Łącznie | 3     | 0    |

| Mecze w reprezentacji | Mecze w reprezentacji | Mecze w reprezentacji | Mecze w reprezentacji | Mecze w reprezentacji | Mecze w reprezentacji | Mecze w reprezentacji | Mecze w reprezentacji |
| Lp.                   | Data                  | Miasto                | Przeciwnik            | Wynik                 | Gol                   | Rozgrywki             | Uwagi                 |
| --------------------- | --------------------- | --------------------- | --------------------- | --------------------- | --------------------- | --------------------- | --------------------- |
| 1.                    | 24.10.1962            | Stuttgart             | Francja               | 2:2                   | Gol                   | Towarzyski            | od 43'                |
| 2.                    | 13.03.1965            | Hamburg               | Włochy                | 1:1                   |                       | Towarzyski            | od 32'                |
| 3.                    | 12.05.1965            | Norymberga            | Anglia                | 0:1                   |                       | Towarzyski            | od 42'                |

## Sukcesy
Schwarz-Weiß Essen
- Puchar Niemiec: 1959
- Awans do Oberligi zachodniej: 1961

Werder Brema
- Mistrzostwo Niemiec: 1965
- Wicemistrzostwo Niemiec: 1968